# Hidalgo (Familienname)
Hidalgo [iˈðalɣo] (eine Abwandlung von hijo de algo, sinngemäß „Sohn einer Familie mit Besitz“) ist ein spanischer Familienname.

## Namensträger
- Alberto Hidalgo (* 1953), chilenischer Fußballspieler
- Anne Hidalgo (* 1959), französische Politikerin (PS), Bürgermeisterin von Paris
- Antonio Hidalgo (* 1979), spanischer Fußballspieler
- Antonio Masip Hidalgo (* 1946), spanischer Rechtsanwalt und Politiker (PSOE)
- Bartolomé Hidalgo (1788–1822), argentinischer Dichter
- Cecilia Hidalgo Tapia (* 1941), chilenische Biochemikerin und Hochschullehrerin
- Cristian Hidalgo (* 1983), spanischer Fußballspieler
- Cesar A. Hidalgo (* 1979), chilenisch-spanisch-US-amerikanischer Physiker und Komplexitätsforscher
- David Hidalgo (* 1954), US-amerikanischer Rockmusiker
- Diego Hidalgo (Politiker) (1886–1961), spanischer Politiker
- Diego Hidalgo (Tennisspieler) (* 1993), ecuadorianischer Tennisspieler
- Edward Hidalgo (1912–1995), US-amerikanischer Jurist und Politiker
- Elvira de Hidalgo (1888–1980), spanische Opernsängerin
- Ernesto Hidalgo Ramírez (1896–1955), mexikanischer Politiker, Journalist und Diplomat
- Eva Hidalgo (* 1976), spanisch-deutsche Künstlerin
- Giovanni Hidalgo (* 1963), puerto-ricanischer Perkussionist
- Ignacio Hidalgo Cisneros (1896–1966), spanischer Militär und Luftfahrtpionier
- José Carlos Hidalgo, costa-ricanischer Tennisspieler
- José Jacinto Hidalgo (* 1947), venezolanischer Leichtathlet
- José Manuel Hidalgo y Esnaurrízar (1826–1896), mexikanischer Monarchist und Diplomat
- Juan Carlos Hidalgo (* 1979), dominikanischer Fußballschiedsrichter
- Laura Hidalgo (1927–2005), argentinische Filmschauspielerin
- Manuel Hidalgo (Drehbuchautor) (* 1953), spanischer Drehbuchautor und Schauspieler
- Manuel Hidalgo (Komponist) (* 1956), spanischer Komponist
- Manuel Hidalgo (Fußballspieler) (* 1999), argentinisch-italienischer Fußballspieler
- Manuel Hidalgo Plaza (1878–1967), chilenischer Politiker
- Matilde Hidalgo (1889–1974), ecuadorianische Ärztin und Frauenrechtlerin
- Michel Hidalgo (1933–2020), französischer Fußballspieler und -trainer
- Miguel Hidalgo (1753–1811), mexikanischer Priester, Gelehrter und Revolutionär
- Miguel Hidalgo (Triathlet) (* 2000), brasilianischer Triathlet
- Niala Collazo Hidalgo-Gato (* 1983), kubanische Schachspielerin
- Nico Hidalgo (1992–2025), spanischer Fußballspieler
- Richard Hidalgo (* 1975), venezolanischer Baseballspieler
- Rodolfo Hidalgo, mexikanischer Fußballspieler
- Rubén Ramírez Hidalgo (* 1978), spanischer Tennisspieler
- Salvador Hidalgo Oliva (* 1985), deutsch-kubanischer Volleyballspieler
- Sam Hidalgo-Clyne (* 1993), schottischer Rugby-Union-Spieler
- Shane Hidalgo (1988–2012), US-amerikanischer Skateboarder
- Valentin Reynoso Hidalgo (* 1942), dominikanischer Geistlicher, Weihbischof in Santiago de los Caballeros
- Victor A. Hidalgo Justo (1927–2021), dominikanischer Politiker und Diplomat
- Yessica Maria Paz Hidalgo (* 1989), venezolanische Volleyballspielerin